# Sementron
Sementron este o comună în departamentul Yonne, Franța. În 2009 avea o populație de 119 de locuitori.

## Evoluția populației
| An        | 1975 | 1982 | 1990 | 1999 | 2006 | 2009 |
| --------- | ---- | ---- | ---- | ---- | ---- | ---- |
| Populație | 117  | 107  | 93   | 99   | 115  | 119  |